# Mario Bombardieri
Mario Bombardieri (Argusto, 30 settembre 1959) è un doppiatore italiano.

## Biografia
Tra gli attori che ha doppiato ci sono Michael Clarke Duncan (di cui è stato una delle voci ufficiali), Arnold Schwarzenegger e Sylvester Stallone.
Attivo in particolare nel campo animato e dotato di una voce ruvida, ha doppiato Barney Gumble, uno dei protagonisti della serie I Simpson, Broly nel primo doppiaggio dei film di Dragon Ball Z e Bantam in Polli Kung Fu.

## Doppiaggio

### Cinema
- Michael Clarke Duncan in Armageddon - Giudizio finale, Pursued - Senza scrupoli, Street Fighter - La leggenda
- DeObia Oparei in Thunderbirds, Doom
- Ernie Hudson in Miss Detective, La storia di Ron Clark
- Leonard Earl Howze in La bottega del barbiere, La bottega del barbiere 2
- Arnold Schwarzenegger ne I mercenari - The Expendables
- Sylvester Stallone in Backtrace
- Sean Connery in Robin Hood - Principe dei ladri
- Michael Wincott in Caccia spietata
- Dan Hedaya in Mulholland Drive
- Stephen Kennedy in Diario di uno scandalo
- Eric Roberts in Guida per riconoscere i tuoi santi
- Morris Chestnut in Soldato Jane
- Chuck Cooper in Un amore senza tempo
- Isaac Singleton Jr. in La maledizione della prima luna
- Nonso Anozie in L'ultima legione
- Robert Wisdom in Haven
- Jerry Grayson in Prova a incastrarmi - Find Me Guilty
- Danny Trejo in La casa del diavolo
- Miguel Sandoval in Ballroom Dancing
- J.K. Simmons in The Jackal
- Vincenzo Nicoli in Flight of Fury
- Joe Frazier in American Gangster
- Rodger Boyce in Le tre sepolture
- Vicente Romero in La notte dei girasoli
- Ted Levine in The Manchurian Candidate
- Luis Guzmán in Welcome to Collinwood
- Gary Farmer in The Score
- E. Roger Mitchell in La leggenda di Bagger Vance
- Isaac Hayes in Trappola criminale
- Bill Goldberg in L'altra sporca ultima meta
- Jim Carter in Ella Enchanted - Il magico mondo di Ella
- Alan Flower in Piovuto dal cielo
- Rick Hoffman in Debito di sangue
- David Bolt in Hollywoodland
- Jay Arlen Jones in Arac Attack - Mostri a otto zampe
- Glenn Morshower in Hostage
- Kevin Durand in Scooby-Doo 2 - Mostri scatenati
- Michael Madsen in Extreme Honor, Living & Dying
- Tommy Lister in Confidence - La truffa perfetta
- Troy Winbush in Last Shot
- Cosmo DeMatteo in Imbattibile
- Sullivan Walker in Get Rich or Die Tryin'
- Mike Jarvis in The Perfect Score
- Jernard Burks in Starsky & Hutch
- Ernesto Gómez Cruz in Bandidas
- Philip Craig in Spider
- Bobby Daniels in Elizabethtown
- Kwesi Ameyaw in Truman Capote - A sangue freddo
- Aharon Ipalè in Il figlio della Pantera Rosa
- Ellis E. William in Antwone Fisher
- Jean Châtel in Femme fatale
- Larry Drake in Dark Asylum - Il trucidatore
- Nick Chinlund in La regola delle 100 miglia
- Clive Arrindell in Cristoforo Colombo - La scoperta
- Joe Spano in Sotto corte marziale
- Ryan Robbins in A testa alta
- Colin Stinton in The Hours
- Vincent Pastore in Corky Romano - Agente di seconda mano
- Wendell B. Harris Jr. in Road Trip
- Nathaniel De Vaux in Turbolence 3 - Heavy Metal
- Lawrence Taylor in Hell - Esplode la furia
- Blair Underwood in Regole d'onore
- Brian Leckner in Mimic 2
- Brent Briscoe in Double Take
- Ken Williams in Bloody Sunday
- Steve Ruge in The Operator
- Brian Bovell in Hotel
- Michael Lake in Garage Days
- Tom Waldman in Gacy
- Brian Thompson in Le avventure di Joe Dirt
- Tucker Smallwood in Testimone involontario
- Rafael Tabor in Munich
- Al Santos in Il corvo - Preghiera maledetta
- Lenny Montana in Il padrino (ridoppiaggio)
- Carmine Caridi in Il padrino - Parte II (ridoppiaggio)
- Axel Milberg in Tempesta baltica
- Lance Raddick in Bridget
- Ken Foree in Caccia mortale
- Martin Dorcey in Shark Zone
- David Jean Thomas in Retrograde
- Jim O'Heir in Ammesso
- Pual Vogt in Cani dell'altro mondo
- Errol Trotman Harewood in Straight Shooter
- Haruhiko Hirata in Wasabi
- Patrick Steltzer in Il tulipano d'oro
- Gary Triplady in In fuga col cretino
- André Penvern in Vidocq - La maschera senza volto
- Jaime Gómez in Training Day
- Juan Fernandez in Camara Oscura
- François Lalande in I visitatori
- Jean-Claude Leguay in L'avversario
- Philippe Laudenbach in Arsenio Lupin
- Alvin Fitisemanu in The Other Side of Heaven
- Bruno Raffaelli in Laissez-passer
- Dieter Mann in La caduta - Gli ultimi giorni di Hitler
- Marko Jeremic in Jagoda: Fragole al supermarket
- Pradeep Rawat in Lagaan
- Hussein Emadeddin in Oro rosso
- Dion Lam in Infernal Affairs
- Jamal Duff in Cambio di gioco
- Todd Tesen in Hulk
- Jim Piddock in Garfield 2
- Frank Grillo in Fuori controllo
- Dennis Haysbert in Ted 2
- Kevin Rushton in X-Men
- Leon Herbert in Alien³

### Serie televisive
- Mark Wilson in Blue Murder, Agente speciale Sue Thomas
- Mark Christopher Lawrence in Chuck
- Allan Louis in Streghe
- Jerry Wasseman in Smallville
- Craig Robinson in The Office
- Jackson Douglas in Una mamma per amica
- George Buza in Sinbad

### Film di animazione
- Broly in Dragon Ball Z - Il Super Saiyan della leggenda (primo doppiaggio), Dragon Ball Z - Sfida alla leggenda (primo doppiaggio), Dragon Ball Z - L'irriducibile bio-combattente (primo doppiaggio), Dragon Ball Super - Broly, Dragon Ball Super - Super Hero
- Doris in Shrek 2, Shrek terzo, Shrek e vissero felici e contenti
- Miseria in Alì Babà, Alì Babà e i pirati
- Terence in Angry Birds - Il film, Angry Birds 2 - Nemici amici per sempre
- Signor Johanssen in Alla ricerca di Nemo
- Capitan Mantell in Atlantis - Il ritorno di Milo
- Frank in L'era glaciale
- Soldato al Fiume in Spirit - Cavallo selvaggio
- Sweetums in I Muppet e il mago di Oz
- Capitano Nathaniel Flint in Il pianeta del tesoro
- Victor in SpongeBob - Il film
- Colonnello Santino in TMNT
- Vescovo in Dante's Inferno - Un poema animato
- Raizuly in Lupin III - Le profezie di Nostradamus (primo doppiaggio)
- Gensai in Lupin III - Spada Zantetsu, infuocati! (entrambi i doppiaggi)
- Teridax / Makuta in Bionicle: Mask of Light
- Cuoco Grosso in La sposa cadavere
- Verme fosforescente in Ant Bully - Una vita da formica
- Barry in Happy Feet
- Poliziotto in Giù per il tubo
- Reginald Beady in Barnyard - Il cortile
- Hardy in Garfield a zampa libera
- Wade del futuro in Kim Possible - Viaggio nel tempo
- Black in Dragon Ball - Il cammino dell'eroe (primo doppiaggio)
- Spiaccica in We're Back! - 4 dinosauri a New York
- Shisami in Dragon Ball Z - La resurrezione di 'F'
- Necross in Mune - Il guardiano della luna
- Bruiser Big Red in Monsters University
- Cortez in Spaghetti Western in the Water
- Skips in Regular Show - Il film
- Devil in Rudolf alla ricerca della felicità
- Novizio ad affiliazione in Dililì a Parigi
- Satana in South Park - Il film: più grosso, più lungo & tutto intero
- Bamba in Cuccioli - Il codice di Marco Polo
- Vulcan Haestus in Promare

### Serie animate
- Lenny Leonard (1ª voce,st.1-7) Barney Gumble (1ª voce) (st.1-7), Zeus, Roy Snyder, Dio, Golem e Kent Brockman (ep. 12x17-20) ne I Simpson
- Jasper, giudice e capovillaggio ne I Griffin
- Cervello in Futurama
- Longhorn in Freakazoid!
- Tenebra in Brutti e cattivi e Le tenebrose avventure di Billy e Mandy
- Centurione Robot in Duck Dodgers
- Vulcano in Hercules
- Ed Pig in La carica dei 101 - La serie
- Tom, Earl e Monsignore in King of the Hill
- Lars e Yono in Kim Possible
- Rajah in Le avventure di Felix il gatto
- Constructicon e Alpha Q-5 in Transformers: Energon
- Krumplezone e Blitz in Transformers Autorobot
- Jody Uomo e Dimitri in The Life and Times of Juniper Lee
- Lincoln in The Boondocks
- Sceriffo, Architetto, Chuck e Stokes in Martin Mystère
- Quetzalcoatl in Le avventure di Jackie Chan
- Stoneman in MegaMan NT Warrior
- Samuraggio in Nome in codice: Kommando Nuovi Diavoli
- Goldilocks in Funky Cops
- L'Accalappiacani in Where My Dogs At?
- Swine in Pig City
- King Muscle e Hitode in Ultimate Muscle
- Zubin in Monster Buster Club
- Winny Rossi, Todd e Padre in A.T.O.M.: Alpha Teens On Machines
- Di Quay e Tarakuda in Le avventure di Jackie Chan
- Preside Cutler in The Replacements - Agenzia sostituzioni
- Re Grippulon in Due fantagenitori
- Evander in Phineas e Ferb
- Agente X in I pinguini di Madagascar
- Padrone del circo in Bozo il clown
- Newsy in Firehouse Tales
- Diavolo in The Boondocks
- Rinoceronte, Seppia e Yeti in I magici piedini di Franny
- Nettuno e Mostro in Lo show dei Banana Splits
- Mago in La famiglia Passiflora
- Nonno Ugo in Animal Crackers
- Gynok e Zanzoar in Megas XLR
- Principe delle Tenebre in Argai
- Cooper in Atom
- Computer in Pig City
- Reed in Robcop
- Barbarossa in Barbarossa
- Voce narrante in Amici, amici
- Mastralbero e Grag in L'ombra degli Elfi
- Oberid in Starship Goodjob
- Scopes in Evolution
- Gufo in Meg & Mog
- Capitan Nemo in Capitan Nemo
- Gigione in Uffa che pazienza
- Sluag in Cuccioli
- Leone in Leonardo
- Alcide in Lupo Alberto
- Veilleur in I misteri di Providence
- Big Bad Joe e Karamelov in Lucky Luke
- Hazra in Sandokan - Il coraggio della tigre
- Circe in La famiglia Spaghetti
- Dozle in Mobile Suit Gundam
- Drago in Guru Guru - Il girotondo della magia
- Matosh in Gundam 2
- Comandante in Terrestrial Defense Corp. Dai-Guard
- Dio in Oh, mia dea!
- Amaso in Jeeg robot d'acciaio
- Koshin in Giant Robot- Il giorno in cui la Terra si fermò
- Padre e Nouz in B-Daman
- Mitabi Jarnach e Artur Blouse in L'attacco dei giganti
- Ruby-Eye Shabranigdu in Slayers
- Oshi in Generator Gawl
- Terrorista sull'aereo in Full Metal Panic!
- Waffle in Full Metal Panic? Fumoffu
- Peter in Cinderella Boy
- Goshinki e Padre di Shima in Inuyasha
- Takaano in Beck
- Onikawamaru in Samurai Champloo
- Kageyama in Black Lagoon
- Guglielmo in Gunslinger Girl
- Guame l'Immobile in Sfondamento dei cieli Gurren Lagann
- Skips in Regular Show
- Kallus in Star Wars Rebels
- Padre di Sandy in Uncle Grandpa
- Hector in Lo straordinario mondo di Gumball
- Vaatu e Yakone in La leggenda di Korra
- Stripes in Blaze e le mega macchine